# Symphonie no 4 de Mozart
Pour les articles homonymes, voir Symphonie no 4 et K19.
La Symphonie no 4 en ré majeur, KV 19, par Wolfgang Amadeus Mozart a été composée à Londres au cours de la tournée européenne de la famille Mozart de l'Europe en 1765, alors que le compositeur avait 9 ans.

## Genèse
Même si l'original du manuscrit de Mozart n'a pas survécu, l'ensemble des pièces écrites de la main de son père, Leopold Mozart, est conservé dans le Bayerische Staatsbibliothek à Munich. On sait aujourd'hui que les premières symphonies du jeune Mozart étaient jouées lors des concerts publics dans le Haymarket Theatre à Londres. Il est donc possible que ces pièces aient été écrites pour l'une de ces représentations publiques, bien que Zaslaw suggère que l'œuvre ait été constitué ou tout au moins complété à La Haye.

## Instrumentation
L'œuvre est écrite pour deux hautbois (tacet dans l'Andante), deux cors en ré et cordes.

## Structure
La symphonie comprend trois mouvements. C'est donc une symphonie de pure forme classique (rapide-lent-rapide) :
1. Allegro, à , en ré majeur, 78 mesures - partition
2. Andante, à 
, en sol majeur, 45 mesures, 2 sections répétées deux fois (1 à 19 et 20 à 45) - partition
3. Presto, à 
, en ré majeur, 106 mesures, 2 sections répétées deux fois (1 à 42 et 43 à 106) - partition

Durée : environ 10 minutes
Introduction de l'Allegro :
La lecture audio n'est pas prise en charge dans votre navigateur. Vous pouvez télécharger le fichier audio.
Introduction de l'Andante :
La lecture audio n'est pas prise en charge dans votre navigateur. Vous pouvez télécharger le fichier audio.
Introduction du Presto :
La lecture audio n'est pas prise en charge dans votre navigateur. Vous pouvez télécharger le fichier audio.